# 马坡镇 (陆川县)
马坡镇，是中华人民共和国广西壮族自治区玉林市陆川县下辖的一个乡镇级行政单位。

## 行政区划
马坡镇下辖以下地区：
马坡街社区、马坡村、珠砂村、东西村、清秀村、六平村、良厚村、界垌村、大兴村、雄英村、大良村、新山村、靖东村和靖西村。